# Alain Chabat
Alain Chabat (Orà, Algèria francesa, 24 de novembre de 1958) és un comediant, humorista, actor, productor, productor executiu, guionista, doblador i director de cinema, dibuixant d'historietes, locutor de radio i presentador de televisió. És de nacionalitat francesa.
Alain Chabat és un dels pocs comediants francesos que han sabut adaptar al gust del seu país l'estil de guió basat en la cultura pop del trio estatunidenc Zucker, Abrahams and Zucker.
La seva productora es diu Chez Wam, que significaria en verlan Chez moi (la meva casa, de la meva collita).
El 2005 va començar a finançar l'associació antiracista de França Devoirs de Mémoires.

## Biografia
Va arribar a França el 1963, i la seva família es va instal·lar en Massy, que llavors era un suburbi de París. Era bastant entremaliat, i el van canviar de centre d'ensenyament dotze vegades. Volia ser dibuixant d'historietes o cantant de rock.
Va començar dibuixant historietes, i n'hi van publicar una en la revista Antirouille.
El 1980, es va posar a treballar a Radio Andorra i a France Inter: en aquesta, al programa de la sobretaula del dissabte i el matí i la sobretaula del diumenge L'Oreille en coin.
El 1984, va conèixer a Ràdio Montecarlo a Pierre Lescure, que li va proposar treballar en una cadena nova: Canal +. Allà va començar en les notícies del temps, i cinc mesos més tard, amb Stéphane Sirkis, començaria a presentar el programa diari de varietats 4C+. Al mateix temps, presentava amb Daniel Toscan du Plantier Pròximament en Canal +, programa setmanal, i una secció de revista de premsa al programa Zénith, presentat per Michel Denisot. També presentava Ricard Passion, un programa musical de varietats produït i dirigida per J. M. Steward que s'emetia per 150 emissores.

### La fama en la TV
El 1987, Alain Chabat forma amb Bruno Carette, Dominique Farrugia i Chantal Lauby el quartet d'humoristes al que el periodista i presentador de TV Philippe Gildas va posar el nom de Els Nuls.
Va tornar a la televisió el 1988 en la cadena Comédie ! per participar el novembre i desembre en el programa La Grosse Émission, de Dominique Farrugia.
En el 2001, presentava en Canal + el programa Burger Quiz, on actors i humoristes feien de concursants als qui es feia preguntes en un lloc de menjar ràpid.

## Filmografia
- 1987: Cinématon n°. 976, de Gérard Courant
- 1990: Baby Blood, de Alain Robak: el vianant degollat
- 1991: Les secrets professionnels du Dr. Apfelglück, d'Alessandro Capone, Stéphane Clavier, Mathias Ledoux, Thierry Lhermitte i Hervé Palud: Gérard Martinez
- 1992: Pizza Blob, de Nicolas Hourès: el Professor Liégeois
- 1994: One Night of Hypocrisy, de Nicolas Hourès: Thomas
- 1994: À la folie, de Diane Kurys: Thomas.
- 1994: Parano, de Anita Assal, Alain Rob, Manuel Flèche, John Hudson i Yann Piquer: el pilot
- 1994: La cité de la peur, d'Alain Berbérian: Serge Karamazov i Jacques, periodista de TV.
- 1995: Gazon maudit'), de Josiane Balasko: Laurent Lafaye
- 1996: Delphine 1, Yvan 0, de Dominique Farrugia: Pierre Krief
- 1996: Beaumarchais, l'insolent, de Édouard Molinaro: el cortesà de Versalles.
- 1997: Didier, de Alain Chabat: Didier
- 1997: Le cousin, de Alain Corneau: Gérard Delvaux
- 1998: Mes amis, de Michel Hazanavicius: Étienne
- 1999: Trafic d'influence, de Dominique Farrugia: el capellà
- 1999: La débandade, de Claude Berri: l'especialista
- 1999: Bricol Girls. Vídeo
- 2000: Le goût des autres, de Agnès Jaoui: Bruno Deschamps
- 2001: L'art (délicat) de la séduction, de Richard Berry: mestre de zen
- 2001: Astérix y Obélix: Misión Cleopatra, de Alain Chabat: Juli César
- 2003: Chouchou, de Merzak Allouache: Stanislas de la Tour-Maubourg
- 2003: Laisse tes mains sur mes hanches, de Chantal Lauby: Bernard
- 2003: Mais qui a tué Pamela Rose?, de Éric Lartigau: Peter McGray
- 2003: Les clefs de bagnole, de Laurent Baffie: el venedor de gossos
- 2004: Ils se marièrent et eurent beaucoup d'enfants, de Yvan Attal: Georges
- 2004: Rrrrrr!!!: d'Alain Chabat
- 2004: Casablanca Driver, de Maurice Barthélémy: el Dr. Brenson
- 2005: Papa, de Maurice Barthélémy: Papa
- 2006: La science des rêves, de Michel Gondry: Guy
- 2006: Prête-moi ta main, d'Eric Lartigau: Luis Costa
- 2007: Kaamelott (Livre V): el Duc d'Aquitania
- 2007: Garage Babes. Vídeo
- 2008: 15 ans et demi, de Thomas Sorriaux y François Desagnat: Norbert
- 2008: La personne aux deux personnes, de Nicolas & Bruno: Gilles Gabriel
- 2008: Un monde à nous de Frédéric Balekdjian: El professor de anglès
- 2008: Rien dans les poches (TV)
- 2009: Night at the Museum: Battle of the Smithsonian, de Shawn Levy: Napoleó Bonaparte
- 2009: Trésor, de Claude Berri y François Dupeyron
- 2009: Le siffleur, de Philippe Lefebvre
- 2012: En busca del Marsupilami
- 2017: Valerian i la ciutat dels mil planetes (Valerian and the City of a Thousand Planets) de Bob el Pirata

### Com a actor de veu i doblador
- 1992: Wayne's World, de Penelope Spheeris: guió del doblatge francès, escrit amb Dominique Farrugia.
- 1993: La classe américaine o Le Grand Détournement: Gola Profunda
- 1997: Didier: Didier
- 1998: Quest for Camelot:
- 1999: Bricol' Girls.
- 2001: Shrek: Shrek, en el doblatge francès
- 2002: Shrek 3D (vídeo): Shrek, en el doblatge francès
- 2004: Shrek 2: Shrek, en el doblatge francès
- 2006: Avez-vous déjà vu? (sèrie de TV): narració
- 2007: Shrek Tercer: Shrek, en el doblatge francès
- 2007: Shrek!, especial de Nadal de TV: Shrek, en el doblatge francès
- 2007: Garage Babes
- 2009: Night at the Museum: Battle of the Smithsonian: veu de Napoleó en el doblatge francès
- 2001: Astérix i Obélix: Missió Cleòpatra: guió.
- 2004: RRRrrrr!!!
- 2005: Papa, de Maurice Barthélémy: diàlegs addicionals.
- 2006: Prête-moi ta main: idea original.
- 2009: Le petit Nicolas (adaptació cinematogràfica de les històries de René Goscinny del personatge El petit Nicolas): guió.
- 2012: Ice Age 4: La formació dels continents (Ice Age: Continental Drift) de Silas

### Producció
- 1997: Didier: coproducció
- 1999: Bricol' Girls. Vídeo
- 2000: Authentique. Vídeo
- 2000: Kitchendales. Vídeo
- 2001: Astérix & Obélix: Missió Cleòpatra
- 2001: Burger Quiz (TV)
- 2006: Avez-vous déjà vu? (sèrie de TV)
- 2007: La Personne aux deux personnes
- 2008: Rien dans les poches (TV)
- 2009: A Thousand Words, amb Eddie Murphy

### Com a productor executiu
- 2006: Prête-moi ta main, d'Eric Lartigau.

### Com a presentador de TV
- 1998 - 1999: La Grosse Émission, juntament amb altres presentadors.
- 2001: Burger Quiz.

### Premis
- Premi César de 1998 a la millor opera primera per Didier.

### Nominacions
- César de 1996 al millor actor per la seva interpretació en Gazon maudit.
- César de 1998 al millor actor per la seva interpretació en Didier.
- César del 2001 al millor actor secundari per la seva interpretació en Li goût des autres.
- Premi del públic en el certamen Premis del Cinema Europeu al millor actor per la seva interpretació en Astérix i Obélix: Mission Cleòpatra.
- César del 2007 al millor actor per la seva interpretació en Prête-moi ta main.